# Света Троица (Антоново)
Вижте пояснителната страница за други значения на Света Троица.
„Свети Троица“ е православна църква в град Антоново. Тя е част от Търговищка духовна околия, Варненска и Великопреславска епархия на Българската православна църква.

## История
Църквата е построена през 1891 година. Християните образуват строителен комитет в състав: Петър Берков, Илия Стоянов и Димитър Стамболиев, които набират 100 гроша и започват строеж. Материалите са дадени от населението, а някои жители участват със собствен труд. Църквата е доста малка и паянтова. Тази енория е към Великотърновска епархия и през 1896 година е посетена от тогавашния Великотърновски митрополит Климент, който прави водосвет. За пръв свещеник е ръкоположен Иван Димитров. Той служи 32 години. След него е назначен бившият началник на вероизповедния отдел при Министерството на външните работи – свещеник Ной Янев от Кюстендилско. Последният е свещеник 2 години. На негово място е ръкоположен свещеник Георги Б. Овчаров.
От 2 ноември 1926 година енорията е прехвърлена към вече основаната Варненска и Преславска епархия и същия ден пристига викарийният епископ Михаил, придружен от Шуменския архиерейски наместник протойерей Иван Дочев и свещ. Димитър Василев.
През 1928 година в църквата служи митрополит Симеон Варненски и Преславски. Той обръща внимание на миряните за схлупената и прогнила църквица. Призовава всички да обсъдят въпроса за построяването на нов храм. Свещ. Георги Овчаров събира комитет и докато се строи новата църква, службите се извършват в старата, която е запазена непокътната. След разрушаването ѝ, запазват старата олтарна стена. Църквата е еднокорабна базилика с една обла апсида.